# Intervento divino
Intervento divino (in arabo: يد إلهية) è un film del 2002 diretto da Elia Suleiman.
La pellicola, sceneggiata dallo stesso regista palestinese e interprete principale, vinse il Premio della giuria al 55º Festival di Cannes.

## Trama
Nella Nazareth odierna, dove la tensione tra ebrei e arabi israeliani è sempre più palpabile, vive il palestinese ES (nome altamente freudiano, ma sono anche le iniziali del regista). Egli abita in una casa modesta con i genitori (il padre è meccanico, mentre la madre una casalinga) ed ha una relazione con una bellissima ragazza palestinese di Ramallah, in Cisgiordania, con la quale però può incontrarsi solamente in un'occasione: in macchina, nella "terra di nessuno" davanti al checkpoint tra le due città.
Un giorno, il padre ha un attacco cardiaco, per il quale viene ricoverato in ospedale; ES lo va quotidianamente a trovare, e non può che rimanere impotente davanti allo sfacelo quotidiano che ha davanti agli occhi: vicini di casa che litigano mortalmente per inezie, come l'immondizia o pallonate moleste, lavori urbanistici mal fatti che causano surreali incidenti stradali, i soldati israeliani al check-point che maramaldeggiano in megafono sul transito veicolare o che non sono in grado di indicare la strada giusta per il centro ad una turista.
ES è solo con i suoi pensieri. In una scena dalla duplice lettura, egli getta il nocciolo di una pesca fuori dal finestrino della propria auto ed un carro armato in transito nelle immediate vicinanze salta in aria: sarà stato lui ad immaginare di aver gettato una bomba o saranno stati i soldati israeliani del carro ad aver immaginato che lui, un palestinese, fosse capace di farlo? Oppure, fa crollare con il pensiero le torrette di guardia del checkpoint in faccia ai soldati che potrebbero impedirgli l'incontro con l'amata; o si rifugia nell'amore per la sua ragazza, con la quale, durante il loro solito rendez-vous in macchina, gonfia un palloncino con sopra raffigurato il volto caricaturato di Yasser Arafat, e lo lascia volare, oltre il posto di blocco, sul centro di Gerusalemme, fino alla spianata delle Moschee.
Ma un brutto giorno, dopo un attentato terroristico nei pressi della casa dei suoi vicini, in contemporanea al drastico peggioramento delle condizioni di salute del padre, la ragazza di ES non si presenta più al loro consueto appuntamento, e si intuisce che sia stata reclutata come attentatrice suicida per un nuovo attentato in Israele: il suo amato la immagina in una scena alla Matrix mentre, con tanto di kefiah e maneggiando bombe a mano, abbatte un elicottero ed elimina un gruppo di soldati israeliani che tirano a segno su una sagoma.
Dopo aver letto un cartello di reclutamento con su scritto in ebraico "Vieni a sparare se sei pronto", nel quale vi è anche raffigurato un'immagine stereotipata del palestinese terrorista, egli provoca un automobilista ebreo con una canzone apparentemente "sovversiva"; da ultimo morirà anche il padre, ed ES si ritroverà solo con la madre, tra i ricordi dolorosi del passato.

## Produzione

### Cast
Per la forte connotazione autobiografica e per la mimica facciale, Suleiman ha interpretato la parte del protagonista-alter ego; Manal Khader, invece, non è un'attrice professionista, bensì una giornalista. La madre di ES è la vera madre del regista.

## Colonna sonora
La canzone che ES "suona" provocatoriamente all'ebreo è I Put a Spell on You (Ti ho fatto un incantesimo) interpretata da Natacha Atlas. Il "tema d'amore", cioè quando i due fidanzati s'incontrano, è Easy Muffin di Amon Tobin.

## Distribuzione

### Doppiaggio italiano
In Italia, data la scarsità di dialoghi, il film è uscito sottotitolato.

## Accoglienza

### Critica
Il film, con le sue situazioni surreali e grottesche, è un dichiarato omaggio al cinema di Jacques Tati e al teatro di Samuel Beckett, soprattutto per quanto riguarda lo stile: le scene dell'esplosione del carro armato, quella in stile Matrix dell'attentatore suicida, e soprattutto dei dialoghi: in tutto il film vengono pronunciate pochissime battute, ed il protagonista è sempre muto (quando s'incontra con la ragazza, i due si limitano ad accarezzarsi le mani e a guardarsi negli occhi), quasi inespressivo. Il tutto in ambito fortemente autobiografico (prima dei titoli di coda, compare la dedica: "A mio padre"), e volutamente "schierato" politicamente.

## Riconoscimenti
Il film ha fatto incetta di premi (a Cannes, a Roma, e il FIPRESCI), ma ciononostante, l'Academy ha rifiutato la sua presenza agli Oscar "perché - motivazione ufficiale - l'Academy accetta solo film provenienti da paesi riconosciuti come Stati dall'ONU". Altre voci, quali il sito filo-palestinese Electronic Intifada, sostengono invece che l'esclusione sia stata determinata da considerazioni politiche.
- European Film Awards 2002
  - Miglior film internazionale